# Яблонський Георгій Миколайович
Георгій Миколайович Ябло́нський (нар. 21 серпня 1915, Караванна — 16 травня 1955, Київ) — український радянський живописець.

## Біографія
Народився 21 серпня 1915 року на станції Каравнній (тепер в межах Донецька, Україна). У 1941 році закінчив Київський художній інститут. У 1940-х роках був керівником Київської художньої середньої школи імені Т. Г. Шевченка.
Помер в Києві 16 травня 1955 року. Похований в Києві на Лук'янівському кладовищі (ділянка №39, ряд 13, місце 31).

## Творчість
Автор картин: 
- «Форсування Дніпра» (1948, Дніпровський художній музей);
- «Наші в Празі» (1949, Львівський музей українського мистецтва);
- «Гості з Румунії» (1952, Алупкінський палац).